# Гарсия Савала, Мария Гваделупе
Мари́я Гваделу́пе Гарси́я Сава́ла или Мать Лупи́та, до монашества — Анастаси́я Гарси́я Сава́ла (исп. María Guadalupe García Zavala, Madre Lupita, Anastasia García Zavala; 27 апреля 1878, Сапопан, Халиско — 24 июня 1963, Гвадалахара) — католическая святая, основательница женской монашеской конгрегации Сестёр Служительниц Святой Маргариты Марии и Бедных. Вместе с Отрантскими мучениками и монахиней Лаурой Святой Екатерины Сиенской стала первой святой, канонизированной Римским папой Франциском.

## Биография
Анастасия Гарсия Савала родилась 27 апреля 1878 года в городе Гвадалахара (Мексика) в семье торговца религиозными предметами Рефугио Савала-де-Гарсия, лавка которого находилась в базилике Пресвятой Девы Марии в Сапопане. После окончания средней школы Анастасия Гарсия Савала планировала выйти замуж за Густаво Ареолу, но, почувствовав призвание к монашеской жизни, она расторгла помолвку, после чего стала заниматься благотворительной деятельностью среди бедных и нуждающихся.
13 октября 1901 года Анастасия Гарсия Савала вместе со своим духовным наставником священником Киприаном Иньигесом основала женскую общину, которая стала называться «Служительницы Маргариты Марии и Бедных». Эта конгрегация стала заниматься деятельностью среди бедных и катехизацией в католических приходах. Мария Гваделупе была выбрана генеральной наставницей новой женской монашеской конгрегации.
Во время мексиканской революции, начиная с 1911 по 1936 год, Мария Гваделупе, подвергаясь риску, укрывала в своих общинах католических священников от преследования.
В течение своей деятельности Мария Гваделупе основала в Мекиске 11 монашеских общин.
Последние два года своей жизни Мария Гваделупе провела в тяжёлой болезни. Она умерла 24 июня 1963 года в городе Сапопан.

## Прославление
Мария Гваделупе была причислена к лику блаженных 25 апреля 2004 года Римским папой Иоанном Павлом II и канонизирована 12 мая 2013 года Римским папой Франциском.
День памяти в Католической церкви — 24 июня.